# 103. pehotni polk (Avstro-Ogrska)
Za druge 103. polke glejte 103. polk.
103. pehotni polk je bil pehotni polk avstro-ogrske skupne vojske.

## Zgodovina
Polk je bil ustanovljen leta 1917 med samo vojno (dejansko v zadnjem letu vojne) v sklopu t. i. Conradovih reform, pri čemer je bila sama vojaška sposobnost polka zelo slaba. Sestavljen je bil iz treh bataljonov, ki so jih vzeli iz dotedaj obstoječih polkov.
Polk je obstajal do spomladi leta 1918, ko je bil preimenovan v 203. pehotni polk.

## Organizacija
Ob ustanovitvi
- 1. bataljon, 63. pehotni polk
- 7. bataljon, 63. pehotni polk
- 3. bataljon, 85. pehotni polk